# Hassan Al-Tambakti
Hassan bin Mohammed bin Osama Al-Tambakti (em árabe: حسان التمبكتي; Riade, 9 de fevereiro de 1999) é um futebolista saudita que atua como zagueiro. Atualmente joga pelo Al-Hilal.

## Carreira
Formou-se na base do Al-Shabab e assinou seu primeiro contrato profissional com o clube em 31 de maio de 2018. Ele renovou seu contrato em 5 de fevereiro de 2019, assinando uma extensão de contrato de um ano. Ele fez sua estreia pelo time titular na partida da King Cup contra o Al-Sahel em 2 de janeiro de 2019. Em 31 de agosto de 2019, o Al-Tambakti foi emprestado ao Al-Wehda, também da Pro League . Ele fez sua estreia pelo Al-Wehda em 27 de setembro de 2019 na partida da liga contra o Al-Fateh. Ele fez oito partidas pelo Al-Wehda antes de retornar ao Al-Shabab após o final da temporada.

## Títulos
Al-Hilal
- Supercopa da Arábia Saudita: 2023, 2024
- Campeonato Saudita: 2023–24
- Copa do Rei: 2023–24

Seleção Saudita Sub-19
- Copa da Ásia Sub-19: 2018

Seleção Saudita Sub-23
- Copa da Ásia Sub-23: 2022